# BVA Cup 2020 (femminile)
La BVA Cup 2020 si è svolta dal 12 al 13 settembre 2020: al torneo hanno partecipato due squadre di club appartenenti a federazioni afferenti alla BVA e la vittoria finale è andata per la seconda volta consecutiva al Türk Hava Yolları.

## Regolamento
La formula del torneo ha previsto una finale, giocata con gare di andata e ritorno (in caso di parità di vittorie è stato disputato un golden set).

## Squadre partecipanti
- Železničar Lajkovac
- Türk Hava Yolları

## Torneo

### Finale

#### Andata
| 12 settembre 2020 Sportska hala, Lajkovac Durata: 1h:42 - Spettatori: ? | Železničar Lajkovac | 1 - 3 | Türk Hava Yolları | 25-21, 17-25, 20-25, 14-25 |

#### Ritorno
| 13 settembre 2020 Sportska hala, Lajkovac Durata: 1h:38 - Spettatori: ? | Železničar Lajkovac | 1 - 3 | Türk Hava Yolları | 25-17, 17-25, 22-25, 15-25 |

## Verdetti
| Squadra           | Qualificazione        |
| ----------------- | --------------------- |
| Türk Hava Yolları | Challenge Cup 2020-21 |